# H.O. Lange-prisen
H.O. Lange-prisen uddeles årligt af Det Kongelige Bibliotek til en person eller institution, der har ydet en særlig indsats for forskningsformidling. Prisen på 50.000 kr. sponsereres af G.E.C. Gads Fond og blev uddelt første gang 18. september 2001.
Prisen er opkaldt efter Det Kongelige Biblioteks overbibliotekar 1901-1924, H.O. Lange.

## Prismodtagere
- 2001: Seniorforsker, mag.art. Lars Poulsen-Hansen og forfatter Holger Scheibel for oversættelse og gendigtning af Ivan Krylóvs Russiske fabler, Museum Tusculanums Forlag 2001.
- 2002: Historiker, dr.phil. Hans Kirchhoff for sin samlede indsats, men foranlediget af Samarbejde og Modstand under besættelsen. En politisk historie, Odense Universitetsforlag 2002
- 2003: Professor, lic.phil. Anne-Marie Mai for redaktionen af 4. udgave af Danske digtere i det 20. århundrede, bind 1-3, Gyldendal 2000-2002
- 2004: Tidsskriftet Skalk
- 2005: Museumsinspektør, dr.phil. Jørgen Jensen for sin samlede indsats, men foranlediget af Danmarks Oldtid, bind 1-4, Gyldendal 2000-2004
- 2006: Professor, dr.phil. Jens Engberg for værket Magten og kulturen. Dansk kulturpolitik 1750-1900, bind 1-3, 2005, og Det Danske Sprog- og Litteraturselskab for netudgaven af Ordbog over det danske Sprog, oprindelig udgivet i 28 bind, 1918-56
- 2007: Redaktørerne af Dansk Naturvidenskabs Historie, bind 1-4, Aarhus Universitetsforlag 2005-2006. Værkets fire redaktører er Helge Kragh, Henry Nielsen, Kristian Hvidtfelt Nielsen og Peter C. Kjærgaard.
- 2008: Lektor, cand.mag. Niels Erik Rosenfeldt for værket Lenin, en revolutionær fundamentalist samt for sin engagerede formidling af russisk og sovjetisk historie
- 2009: Forskningschef, mag.art. i historie Steffen Heiberg for værket En ny begyndelse. Europas kulturhistorie i middelalderen, Gads Forlag 2008
- 2010: Historiker, lektor, dr.phil. Dan Charly Christensen for bogen Naturens Tankelæser. En biografi om Hans Christian Ørsted, Museum Tusculanums Forlag 2009
- 2011: Docent dr. phil. Mogens Herman Hansen for værket Demokrati som styreform og som ideologi, Museum Tusculanums Forlag, 2010
- 2012: Dr. phil. Palle O. Christiansen for værket De forsvundne - hedens sidste Fortællere, Gads Forlag 2011.
- 2013: Professor Hans Hertel for en livslang forsknings- og formidlingsindsats på litteraturens område, senest biografien om Poul Henningsen PH – en biografi, Gyldendals Forlag 2012
- 2014: Adjunkt, ph.d. Rasmus Glenthøj for værket 1864 - sønner af de slagne, Gads Forlag 2014.

## Ekstern henvisning
- H.O. Lange-Prisen – fra Det Kongelige Biblioteks website Arkiveret 5. marts 2016 hos  Wayback Machine
- H.O. Lange-prisen – fra litteraturpriser.dk